# Wild Bill Davison

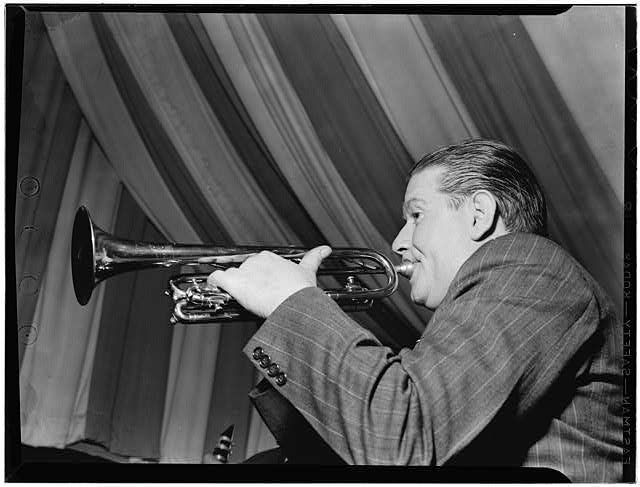
Wild Bill Davison, Eddie Condon’s, NYC, ca. Juni 1946. Fotografie von William P. Gottlieb.

„Wild“ Bill Davison (* 5. Januar 1906 in Defiance, Ohio; † 14. November 1989 in Santa Barbara, Kalifornien) war ein US-amerikanischer Jazz-Kornettist des Dixieland-Stils, der vor allem für seine Aufnahmen mit Eddie Condon bekannt ist.

## Leben
In den 1920er Jahren spielte Bill Davison in Chicago bei den Ohio Lucky Seven, Seattle Harmony Kings und in Theaterorchestern, bevor er 1931 eine eigene Band mit dem Klarinettisten Frank Teschemacher (1906–1932) gründete. Teschemacher starb aber schon 1932 bei einem Autounfall, während Davison am Steuer saß; Ursache war ein fremdes unbeleuchtetes Taxi. Er ging darauf nach Milwaukee, wo er mit einer eigenen Band spielte. 1940 zog er nach New York als Background-Musiker in der Catherine Dunham Show. Von 1943 bis 1945 war Davison Soldat und ging danach zu Eddie Condon, wo er bis 1957 regelmäßig in dessen Club spielte. Von ihm existieren zahlreiche Aufnahmen mit George Brunies, Eddie Condon, Sidney Bechet, Bud Freeman, George Wettling.
1957 gastierte er in Berlin und nahm mit den „Spree City Stompers“ die erste Berliner Dixieland-LP mit dem Titel „Jazz aus der Eierschale“ auf (Besetzung: Wild Bill Davison (c), Werner Geisler (tp), Hawe Schneider (tb), Poldi Klein (cl), Eckhard Schmidt (p), Harald Müller (b), Thomas Keck (dr))
Im Dixieland Revival unternahm Bill Davison in den 1960er Jahren verschiedene Europatourneen. Mit Claude Hopkins bildete er 1968 die Jazz Giants und übernahm dann einen Nachtclub in San Francisco. Auch in den 1970er Jahren war er regelmäßig auf Festivals wie in Detroit und Nizza zu hören und spielte in der The World’s Greatest Jazz Band. Ab 1974 wohnte Bill Davison in Kopenhagen, wo er 1975 bis 1977 Mitglied von Papa Bue’s Viking Jazzband war, kehrte aber 1979 zurück in die USA und blieb musikalisch aktiv bis zu seinem Tod 1989, u. a. mit Bob Ringwald's Fulton Street Band (Good Clean Fun, 1979).
Seinen Spitznamen Wild Bill hatte er nicht nur wegen seiner Spielweise – er war kein Kostverächter und insgesamt fünfmal verheiratet. Davison schrieb auch eine Autobiographie.